# ديبورا كينان
ديبورا كينان (بالإنجليزية: Deborah Keenan)‏ هي كاتِبة وشاعرة أمريكية، ولدت في 1950.